# Joseph Halsey Crane
Joseph Halsey Crane (* 31. August 1782 in Elizabeth, Essex County, New Jersey; † 13. November 1851 in Dayton, Ohio) war ein US-amerikanischer Jurist und Politiker. Zwischen 1829 und 1837 vertrat er den Bundesstaat Ohio im US-Repräsentantenhaus.

## Werdegang
Joseph Crane war der Enkel von Stephen Crane (1709–1780), einem Delegierten zum Kontinentalkongress. Sein Urenkel Stephen (1871–1900) machte sich als Schriftsteller einen Namen. Er besuchte das Princeton College. Nach einem anschließenden Jurastudium und seiner 1802 erfolgten Zulassung als Rechtsanwalt begann er in diesem Beruf zu arbeiten. Seit 1804 lebte und praktizierte er in Dayton. Gleichzeitig schlug er eine politische Laufbahn ein. Im Jahr 1809 war er Abgeordneter im Repräsentantenhaus von Ohio. Zwischen 1813 und 1816 fungierte er als Staatsanwalt im Montgomery County; 1817 wurde er Vorsitzender Richter am Berufungsgericht. Dieses Amt bekleidete er bis 1829. Er nahm auch am Britisch-Amerikanischen Krieg von 1812 teil. In den 1820er Jahren schloss er sich der Bewegung gegen den späteren Präsidenten Andrew Jackson an und wurde Mitglied der kurzlebigen National Republican Party.
Bei den Kongresswahlen des Jahres 1828 wurde Crane im dritten Wahlbezirk von Ohio in das US-Repräsentantenhaus in Washington, D.C. gewählt, wo er am 4. März 1829 die Nachfolge von William McLean antrat. Nach drei Wiederwahlen konnte er bis zum 3. März 1837 vier Legislaturperioden im Kongress absolvieren. Seit dem Amtsantritt von Präsident Jackson im Jahr 1829 wurde innerhalb und außerhalb des Kongresses heftig über dessen Politik diskutiert. Dabei ging es um die umstrittene Durchsetzung des Indian Removal Act, den Konflikt mit dem Staat South Carolina, der in der Nullifikationskrise gipfelte, und die Bankenpolitik des Präsidenten.
Im Jahr 1836 verzichtete Joseph Crane auf eine weitere Kandidatur. Nach seiner Zeit im US-Repräsentantenhaus arbeitete er wieder als Anwalt. Danach war er bis zu seinem Tod beisitzender Richter am Supreme Court of Ohio. Er starb am 13. November 1851 in Dayton.